# Sheila Kaye-Smith
Sheila Kaye-Smith, född 4 februari 1887, död 14 januari 1956, var en brittisk författare.
Kaye-Smith intog genom sina skildringar av Sussex och dess allmoge den främsta platsen bland brittiska hembygdsskildrare under första hälften av 1900-talet. Bland hennes arbeten märks debutboken The tramping methodist (1908), Sussex gorse (1916) med vilken hon slog igenom, Tamarisk town (1919), Joanna Godden (1921, svensk översättning 1929), Iron and smoke (1928), Susan Spray (1931) och The children's summer (1932).